# ShadowMachine
ShadowMachine è uno studio di animazione e una società di produzione statunitense attiva nel campo cinematografico, televisivo, pubblicitario e musicale.

## Storiɑ
Fondata nel 1999 da Alexander Bulkley e Corey Campodonico, la società ha guadagnato notorietà per la produzione della serie animata in stop-motion Robot Chicken, oltre a Moral Orel, Mary Shelley's Frankenhole, Titan Maximum e The Shivering Truth per il blocco televisivo Adult Swim di Cartoon Network.
Ha co-prodotto la serie televisiva BoJack Horseman, per la Tornante Company di Michael Eisner, con Will Arnett, Aaron Paul e Amy Sedaris, così come Tuca & Bertie, con Tiffany Haddish, Ali Wong e Steven Yeun. La serie BoJack Horseman ha ricevuto ampi consensi ed è stata trasmessa su Netflix fino alla sua conclusione nel 2020. Inoltre, ShadowMachine ha prodotto la serie televisiva TripTank  per Comedy Central e ha continuato a lavorare su progetti come Ten Year Old Tom per HBO e la seconda stagione di Tuca & Bertie per Adult Swim.
Tra le produzioni più recenti della società, spicca il film Pinocchio di Guillermo del Toro, uscito nel 2022, che ha ricevuto elogi dalla critica e numerosi riconoscimenti, contribuendo a consolidare la reputazione dello studio nel panorama dell'animazione contemporanea.

## Filmografia

### Film
- The Zodiac [3] (2005)
- Hell and Back (2015)
- La rivincita delle sfigate (Booksmart) (2019)
- Pinocchio di Guillermo del Toro (Guillermo del Toro's Pinocchio) (2022)

### Televisione
- Robot Chicken (2005–2012)
- Moral Orel (2005–2008)
- Titan Maximum (2009)
- Mary Shelley's Frankenhole (2010)
- TripTank [2](2014-2016)
- BoJack Horseman (2014–2020)
- Greatest Party Story Ever [4] (2016)
- Jeff & Some Aliens [5](2017)
- Final Space (2018-2021)
- Dallas & Robo [6] (2018)
- The Shivering Truth (2018-2020)
- Tuca & Bertie (2019-in corso)
- Human Discoveries [7](2018)
- Ten Year Old Tom (2021-in corso)
- The Afterparty [8](2022)
- Little Demon (2022)

### Video musicali
- End to the Lies - Jane's Addiction (2011)
- Irresistible Force - Jane's Addiction (2011)
- Narcissistic Cannibal - Korn (2011)
- Put the Gun Down - ZZ Ward (2012)
- Blue Moon - Beck (2014)

## Riconoscimenti
Lo studio ha ricevuto diversi premi per le sue produzioni televisive, tra cui diversi Emmy e Annie Awards.
| Anno | Award                            | Categoria                                   | Vincitore                             |
| ---- | -------------------------------- | ------------------------------------------- | ------------------------------------- |
| 2006 | Premio Emmy                      | Individual Achievement in Animation         | Sarah E. Meyer - Robot Chicken        |
| 2007 | Premio Emmy                      | Individual Achievement in Animation         | Thomas Smith - Robot Chicken          |
| 2007 | Premio Emmy                      | Individual Achievement in Animation         | Sihanouk Mariona - Moral Orel         |
| 2008 | Annie Award                      | Best Character Animation In a TV Production | Eric Towner - Robot Chicken           |
| 2008 | Annie Award                      | Best Directing In a TV Production           | Seth Green - Robot Chicken            |
| 2009 | Annie Award                      | Best Voice Acting In a TV Production        | Ahmed Best - Robot Chicken: Star Wars |
| 2009 | Annie Award                      | Best Writing in a TV Production             | Robot Chicken: Star Wars              |
| 2009 | Annie Award                      | Best Animated Television Program            | Robot Chicken: Star Wars              |
| 2009 | Premio Emmy                      | Individual Achievement in Animation         | Joshua A. Jennings - Robot Chicken    |
| 2009 | Premio Emmy                      | Individual Achievement in Animation         | Elizabeth Harvatine - Moral Orel      |
| 2010 | Annie Award                      | Best Animated Short Subject                 | Robot Chicken: Star Wars              |
| 2010 | Premio Emmy                      | Individual Achievement in Costume Design    | Jeanette Moffat - Titan Maximum       |
| 2010 | Premio Emmy                      | Outstanding Short Format Animated Program   | Robot Chicken                         |
| 2016 | Critics' Choice Television Award | Best Animation Series                       | BoJack Horseman                       |